# Indianapolis 500 in 2022
De 106e editie van de Indianapolis 500 werd in 2022 verreden op zondag 29 mei op de Indianapolis Motor Speedway in Indianapolis in de staat Indiana.
Titelhouder Hélio Castroneves wist zijn titel niet te prolongeren en eindigde als zevende. Marcus Ericsson behaalde zijn eerste zege in de race. Hiermee is hij na Kenny Bräck de tweede Zweed die de Indianapolis 500 op zijn naam wist te schrijven. Patricio O'Ward werd tweede, terwijl Tony Kanaan, winnaar in 2013, als derde finishte.

## Inschrijvingen
Aan deze race namen acht  Indy 500-winnaars mee. De titelhouder Hélio Castroneves, die ook in 2001, 2002 en 2009 al won, reed bij Meyer Shank Racing. Ook Simon Pagenaud, winnaar in 2019, reed bij dit team. Takuma Sato, die in 2017 en 2020 wist te winnen, kwam uit voor Dale Coyne Racing with Rick Ware Racing. Will Power en Alexander Rossi, winnaars in respectievelijk 2018 en 2016, reden voor Team Penske en Andretti Autosport. Juan Pablo Montoya, tweevoudig winnaar in 2000 en 2015, reed als extra coureur bij Arrow McLaren SP. Tot slot kwamen Tony Kanaan (2013) en Scott Dixon (2008) uit voor Chip Ganassi Racing.
W = eerdere winnaar
R = rookie
| Nr | Rijders               | Team                                                            | Motor     |
| -- | --------------------- | --------------------------------------------------------------- | --------- |
| 01 | Tony Kanaan W         | Chip Ganassi Racing                                             | Honda     |
| 02 | Josef Newgarden       | Team Penske                                                     | Chevrolet |
| 03 | Scott McLaughlin      | Team Penske                                                     | Chevrolet |
| 04 | Dalton Kellett        | A.J. Foyt Enterprises                                           | Chevrolet |
| 05 | Patricio O'Ward       | Arrow McLaren SP                                                | Chevrolet |
| 06 | Juan Pablo Montoya W  | Arrow McLaren SP                                                | Chevrolet |
| 06 | Hélio Castroneves W   | Meyer Shank Racing                                              | Honda     |
| 07 | Felix Rosenqvist      | Arrow McLaren SP                                                | Chevrolet |
| 08 | Marcus Ericsson       | Chip Ganassi Racing                                             | Honda     |
| 09 | Scott Dixon W         | Chip Ganassi Racing                                             | Honda     |
| 10 | Álex Palou            | Chip Ganassi Racing                                             | Honda     |
| 11 | J.R. Hildebrand       | A.J. Foyt Enterprises                                           | Chevrolet |
| 12 | Will Power W          | Team Penske                                                     | Chevrolet |
| 14 | Kyle Kirkwood R       | A.J. Foyt Enterprises                                           | Chevrolet |
| 15 | Graham Rahal          | Rahal Letterman Lanigan Racing                                  | Honda     |
| 18 | David Malukas R       | Dale Coyne Racing with HMD Motorsports                          | Honda     |
| 20 | Conor Daly            | Ed Carpenter Racing                                             | Chevrolet |
| 21 | Rinus VeeKay          | Ed Carpenter Racing                                             | Chevrolet |
| 23 | Santino Ferrucci      | Dreyer & Reinbold Racing                                        | Chevrolet |
| 24 | Sage Karam            | Dreyer & Reinbold Racing                                        | Chevrolet |
| 25 | Stefan Wilson         | DragonSpeed/Cusick Motorsports                                  | Chevrolet |
| 26 | Colton Herta          | Andretti Autosport with Curb-Agajanian                          | Honda     |
| 27 | Alexander Rossi W     | Andretti Autosport                                              | Honda     |
| 28 | Romain Grosjean R     | Andretti Autosport                                              | Honda     |
| 29 | Devlin DeFrancesco R  | Andretti Steinbrenner Autosport                                 | Honda     |
| 30 | Christian Lundgaard R | Rahal Letterman Lanigan Racing                                  | Honda     |
| 33 | Ed Carpenter          | Ed Carpenter Racing                                             | Chevrolet |
| 45 | Jack Harvey           | Rahal Letterman Lanigan Racing                                  | Honda     |
| 48 | Jimmie Johnson R      | Chip Ganassi Racing                                             | Honda     |
| 51 | Takuma Sato W         | Dale Coyne Racing with Rick Ware Racing                         | Honda     |
| 60 | Simon Pagenaud W      | Meyer Shank Racing                                              | Honda     |
| 77 | Callum Ilott R        | Juncos Hollinger Racing                                         | Chevrolet |
| 98 | Marco Andretti        | Andretti Herta Autosport with Marco Andretti and Curb-Agajanian | Honda     |

## Kwalificatie

### Dag 1 - Zaterdag 21 mei
De snelste twaalf coureurs gingen door naar de Fast Twelve Shootout op zondag 22 mei. De coureurs op de plaatsen 10 tot en met 33 starten vanaf deze posities.
De kwalificatiedag werd enkele malen onderbroken door regenval. De tijd van Rinus VeeKay was, op dat moment, de op twee na snelste kwalificatie uit de geschiedenis van de Indianapolis 500.
| Positie                | Nr                     | Rijder                  | Team                                                          | Motor                  | Snelheid (m/h)         |
| Fast Twelve Qualifying | Fast Twelve Qualifying | Fast Twelve Qualifying  | Fast Twelve Qualifying                                        | Fast Twelve Qualifying | Fast Twelve Qualifying |
| ---------------------- | ---------------------- | ----------------------- | ------------------------------------------------------------- | ---------------------- | ---------------------- |
| 1                      | 21                     | Rinus VeeKay            | Ed Carpenter Racing                                           | Chevrolet              | 233.655                |
| 2                      | 05                     | Patricio O'Ward         | Arrow McLaren SP                                              | Chevrolet              | 233.037                |
| 3                      | 07                     | Felix Rosenqvist        | Arrow McLaren SP                                              | Chevrolet              | 232.775                |
| 4                      | 10                     | Álex Palou              | Chip Ganassi Racing                                           | Honda                  | 232.774                |
| 5                      | 01                     | Tony Kanaan (W)         | Chip Ganassi Racing                                           | Honda                  | 232.625                |
| 6                      | 48                     | Jimmie Johnson (R)      | Chip Ganassi Racing                                           | Honda                  | 232.398                |
| 7                      | 33                     | Ed Carpenter            | Ed Carpenter Racing                                           | Chevrolet              | 232.397                |
| 8                      | 08                     | Marcus Ericsson         | Chip Ganassi Racing                                           | Honda                  | 232.275                |
| 9                      | 28                     | Romain Grosjean (R)     | Andretti Autosport                                            | Honda                  | 232.201                |
| 10                     | 09                     | Scott Dixon (W)         | Chip Ganassi Racing                                           | Honda                  | 232.151                |
| 11                     | 12                     | Will Power (W)          | Team Penske                                                   | Chevrolet              | 231.842                |
| 12                     | 51                     | Takuma Sato (W)         | Dale Coyne Racing with Rick Ware Racing                       | Honda                  | 231.708                |
| Posities 13-33         |                        |                         |                                                               |                        |                        |
| 13                     | 18                     | David Malukas (R)       | Dale Coyne Racing with HMD Motorsports                        | Honda                  | 231.607                |
| 14                     | 02                     | Josef Newgarden         | Team Penske                                                   | Chevrolet              | 231.580                |
| 15                     | 23                     | Santino Ferrucci        | Dreyer & Reinbold Racing                                      | Chevrolet              | 231.508                |
| 16                     | 22                     | Simon Pagenaud (W)      | Meyer Shank Racing                                            | Honda                  | 231.275                |
| 17                     | 11                     | J.R. Hildebrand         | A.J. Foyt Enterprises                                         | Chevrolet              | 231.112                |
| 18                     | 20                     | Conor Daly              | Ed Carpenter Racing                                           | Chevrolet              | 230.999                |
| 19                     | 77                     | Callum Ilott (R)        | Juncos Hollinger Racing                                       | Chevrolet              | 230.961                |
| 20                     | 27                     | Alexander Rossi (W)     | Andretti Autosport                                            | Honda                  | 230.812                |
| 21                     | 15                     | Graham Rahal            | Rahal Letterman Lanigan Racing                                | Honda                  | 230.766                |
| 22                     | 24                     | Sage Karam              | Dreyer & Reinbold Racing                                      | Chevrolet              | 230.464                |
| 23                     | 98                     | Marco Andretti          | Andretti Herta Autosport with Marco Andretti & Curb-Agajanian | Honda                  | 230.345                |
| 24                     | 29                     | Devlin DeFrancesco (R)  | Andretti Steinbrenner Autosport                               | Honda                  | 230.326                |
| 25                     | 26                     | Colton Herta            | Andretti Autosport                                            | Honda                  | 230.235                |
| 26                     | 03                     | Scott McLaughlin        | Team Penske                                                   | Chevrolet              | 230.154                |
| 27                     | 06                     | Hélio Castroneves (W)   | Meyer Shank Racing                                            | Honda                  | 229.630                |
| 28                     | 14                     | Kyle Kirkwood (R)       | A.J. Foyt Enterprises                                         | Chevrolet              | 229.406                |
| 29                     | 04                     | Dalton Kellett (R)      | A.J. Foyt Enterprises                                         | Chevrolet              | 228.916                |
| 30                     | 06                     | Juan Pablo Montoya (W)  | Arrow McLaren SP                                              | Chevrolet              | 228.622                |
| 31                     | 30                     | Christian Lundgaard (R) | Rahal Letterman Lanigan Racing                                | Honda                  | 227.053                |
| 32                     | 45                     | Jack Harvey             | Rahal Letterman Lanigan Racing                                | Honda                  | 226.851                |
| 33                     | 25                     | Stefan Wilson           | DragonSpeed/Cusick Motorsports                                | Chevrolet              | Geen tijd              |
| Officiële uitslag      |                        |                         |                                                               |                        |                        |

### Dag 2 - Zondag 22 mei

#### Fast Twelve Qualifying
De snelste twaalf coureurs gingen door naar de Fast Six Qualifying, die later op de dag plaatsvond. De coureurs op de plaatsen 7 tot en met 12 starten vanaf deze posities.
De kwalificatiedag werd enkele malen onderbroken door regenval. De tijd van Rinus VeeKay was, op dat moment, de op twee na snelste kwalificatie uit de geschiedenis van de Indianapolis 500.
| Positie             | Nr                  | Rijder              | Team                                    | Motor               | Snelheid (m/h)      |
| Fast Six Qualifying | Fast Six Qualifying | Fast Six Qualifying | Fast Six Qualifying                     | Fast Six Qualifying | Fast Six Qualifying |
| ------------------- | ------------------- | ------------------- | --------------------------------------- | ------------------- | ------------------- |
| 1                   | 09                  | Scott Dixon (W)     | Chip Ganassi Racing                     | Honda               | 233.510             |
| 2                   | 21                  | Rinus VeeKay        | Ed Carpenter Racing                     | Chevrolet           | 233.429             |
| 3                   | 10                  | Álex Palou          | Chip Ganassi Racing                     | Honda               | 233.347             |
| 4                   | 08                  | Marcus Ericsson     | Chip Ganassi Racing                     | Honda               | 233.166             |
| 5                   | 33                  | Ed Carpenter        | Ed Carpenter Racing                     | Chevrolet           | 233.073             |
| 6                   | 01                  | Tony Kanaan (W)     | Chip Ganassi Racing                     | Honda               | 233.022             |
| Posities 7-12       |                     |                     |                                         |                     |                     |
| 7                   | 05                  | Patricio O'Ward     | Arrow McLaren SP                        | Chevrolet           | 232.705             |
| 8                   | 07                  | Felix Rosenqvist    | Arrow McLaren SP                        | Chevrolet           | 232.182             |
| 9                   | 28                  | Romain Grosjean (R) | Andretti Autosport                      | Honda               | 231.999             |
| 10                  | 51                  | Takuma Sato (W)     | Dale Coyne Racing with Rick Ware Racing | Honda               | 231.670             |
| 11                  | 12                  | Will Power (W)      | Team Penske                             | Chevrolet           | 231.534             |
| 12                  | 48                  | Jimmie Johnson (R)  | Chip Ganassi Racing                     | Honda               | 231.264             |
| Officiële uitslag   |                     |                     |                                         |                     |                     |

#### Fast Six Qualifying
De tijd van Scott Dixon was de snelste pole positiontijd en de op een na snelste kwalificatie uit de geschiedenis van de Indianapolis 500.
| Positie             | Nr                  | Rijder              | Team                | Motor               | Snelheid (m/h)      |
| Fast Six Qualifying | Fast Six Qualifying | Fast Six Qualifying | Fast Six Qualifying | Fast Six Qualifying | Fast Six Qualifying |
| ------------------- | ------------------- | ------------------- | ------------------- | ------------------- | ------------------- |
| 1                   | 09                  | Scott Dixon (W)     | Chip Ganassi Racing | Honda               | 234.046             |
| 2                   | 10                  | Álex Palou          | Chip Ganassi Racing | Honda               | 233.499             |
| 3                   | 21                  | Rinus VeeKay        | Ed Carpenter Racing | Chevrolet           | 233.385             |
| 4                   | 33                  | Ed Carpenter        | Ed Carpenter Racing | Chevrolet           | 233.080             |
| 5                   | 08                  | Marcus Ericsson     | Chip Ganassi Racing | Honda               | 232.764             |
| 6                   | 01                  | Tony Kanaan (W)     | Chip Ganassi Racing | Honda               | 232.372             |
| Officiële uitslag   |                     |                     |                     |                     |                     |

## Startgrid
| Rij | Binnen | Binnen                  | Midden | Midden              | Buiten | Buiten                 |
| --- | ------ | ----------------------- | ------ | ------------------- | ------ | ---------------------- |
| 1   | 9      | Scott Dixon (W)         | 10     | Álex Palou          | 21     | Rinus VeeKay           |
| 2   | 33     | Ed Carpenter            | 8      | Marcus Ericsson     | 1      | Tony Kanaan (W)        |
| 3   | 5      | Patricio O'Ward         | 7      | Felix Rosenqvist    | 28     | Romain Grosjean (R)    |
| 4   | 51     | Takuma Sato (W)         | 12     | Will Power (W)      | 48     | Jimmie Johnson (R)     |
| 5   | 18     | David Malukas (R)       | 2      | Josef Newgarden     | 23     | Santino Ferrucci       |
| 6   | 60     | Simon Pagenaud (W)      | 11     | J.R. Hildebrand     | 20     | Conor Daly             |
| 7   | 77     | Callum Ilott (R)        | 27     | Alexander Rossi (W) | 15     | Graham Rahal           |
| 8   | 24     | Sage Karam              | 98     | Marco Andretti      | 29     | Devlin DeFrancesco (R) |
| 9   | 26     | Colton Herta            | 3      | Scott McLaughlin    | 06     | Hélio Castroneves (W)  |
| 10  | 14     | Kyle Kirkwood (R)       | 4      | Dalton Kellett      | 6      | Juan Pablo Montoya (W) |
| 11  | 30     | Christian Lundgaard (R) | 45     | Jack Harvey         | 25     | Stefan Wilson          |

- (W) = Voormalig Indianapolis 500 winnaars
- (R) = Indianapolis 500 rookie

## Race-uitslag
| Positie           | Nr | Rijder                  | Team                                                          | Motor     | Ronden | Tijd/Opgave  | Pitstops | Grid | Ronden aan de leiding | Punten |
| ----------------- | -- | ----------------------- | ------------------------------------------------------------- | --------- | ------ | ------------ | -------- | ---- | --------------------- | ------ |
| 1                 | 08 | Marcus Ericsson         | Chip Ganassi Racing                                           | Honda     | 200    | 2:51:00.6432 | 5        | 5    | 13                    | 109    |
| 2                 | 05 | Patricio O'Ward         | Arrow McLaren SP                                              | Chevrolet | 200    | +1.7929      | 5        | 7    | 26                    | 87     |
| 3                 | 14 | Tony Kanaan (W)         | Chip Ganassi Racing                                           | Honda     | 200    | +3.5173      | 5        | 6    | 6                     | 78     |
| 4                 | 07 | Felix Rosenqvist        | Arrow McLaren SP                                              | Chevrolet | 200    | +4.1267      | 5        | 8    | 0                     | 69     |
| 5                 | 27 | Alexander Rossi (W)     | Andretti Autosport                                            | Honda     | 200    | +4.9804      | 5        | 20   | 0                     | 60     |
| 6                 | 20 | Conor Daly              | Ed Carpenter Racing                                           | Chevrolet | 200    | +5.0799      | 5        | 18   | 7                     | 57     |
| 7                 | 06 | Hélio Castroneves (W)   | Meyer Shank Racing                                            | Honda     | 200    | +6.5614      | 5        | 27   | 0                     | 52     |
| 8                 | 60 | Simon Pagenaud (W)      | Meyer Shank Racing                                            | Honda     | 200    | +7.0937      | 5        | 16   | 0                     | 48     |
| 9                 | 10 | Álex Palou              | Chip Ganassi Racing                                           | Honda     | 200    | +8.2446      | 7        | 2    | 47                    | 56     |
| 10                | 23 | Santino Ferrucci        | Dreyer & Reinbold Racing                                      | Chevrolet | 200    | +9.8329      | 5        | 15   | 0                     | 40     |
| 11                | 06 | Juan Pablo Montoya (W)  | Arrow McLaren SP                                              | Chevrolet | 200    | +10.7647     | 5        | 30   | 0                     | 38     |
| 12                | 11 | J.R. Hildebrand         | A.J. Foyt Enterprises                                         | Chevrolet | 200    | +11.6554     | 6        | 17   | 0                     | 36     |
| 13                | 02 | Josef Newgarden         | Team Penske                                                   | Chevrolet | 200    | +11.8276     | 6        | 14   | 0                     | 34     |
| 14                | 15 | Graham Rahal            | Rahal Letterman Lanigan Racing                                | Honda     | 200    | +12.4253     | 5        | 21   | 0                     | 32     |
| 15                | 12 | Will Power (W)          | Team Penske                                                   | Chevrolet | 200    | +13.3036     | 6        | 11   | 0                     | 32     |
| 16                | 18 | David Malukas (R)       | Dale Coyne Racing with HMD Motorsports                        | Honda     | 200    | +13.6283     | 5        | 13   | 0                     | 28     |
| 17                | 14 | Kyle Kirkwood (R)       | A.J. Foyt Enterprises                                         | Chevrolet | 200    | +14.5864     | 6        | 28   | 0                     | 26     |
| 18                | 30 | Christian Lundgaard (R) | Rahal Letterman Lanigan Racing                                | Honda     | 200    | +16.3308     | 6        | 31   | 0                     | 24     |
| 19                | 33 | Ed Carpenter            | Ed Carpenter Racing                                           | Chevrolet | 200    | +16.5602     | 5        | 4    | 0                     | 31     |
| 20                | 29 | Devlin DeFrancesco (R)  | Andretti Steinbrenner Autosport                               | Honda     | 200    | +16.8218     | 5        | 24   | 0                     | 20     |
| 21                | 09 | Scott Dixon (W)         | Chip Ganassi Racing                                           | Honda     | 200    | +18.1238     | 5        | 1    | 95                    | 33     |
| 22                | 98 | Marco Andretti          | Andretti Herta Autosport with Marco Andretti & Curb-Agajanian | Honda     | 200    | +25.2002     | 7        | 23   | 3                     | 17     |
| 23                | 24 | Sage Karam              | Dreyer & Reinbold Racing                                      | Chevrolet | 199    | Ongeluk      | 5        | 22   | 0                     | 14     |
| 24                | 60 | Jack Harvey             | Rahal Letterman Lanigan Racing                                | Honda     | 199    | +1 ronde     | 8        | 32   | 0                     | 12     |
| 25                | 51 | Takuma Sato (W)         | Dale Coyne Racing with Rick Ware Racing                       | Honda     | 199    | +1 ronde     | 6        | 10   | 0                     | 13     |
| 26                | 25 | Stefan Wilson           | DragonSpeed/Cusick Motorsports                                | Chevrolet | 198    | +2 ronden    | 7        | 33   | 0                     | 10     |
| 27                | 04 | Dalton Kellett          | A.J. Foyt Enterprises                                         | Chevrolet | 198    | +2 ronden    | 7        | 29   | 0                     | 10     |
| 28                | 48 | Jimmie Johnson (R)      | Chip Ganassi Racing                                           | Honda     | 193    | Ongeluk      | 7        | 12   | 2                     | 12     |
| 29                | 03 | Scott McLaughlin        | Team Penske                                                   | Chevrolet | 150    | Ongeluk      | 4        | 26   | 0                     | 10     |
| 30                | 26 | Colton Herta            | Andretti Autosport                                            | Honda     | 129    | Mechanisch   | 6        | 25   | 0                     | 10     |
| 31                | 28 | Romain Grosjean (R)     | Andretti Autosport                                            | Honda     | 105    | Ongeluk      | 2        | 9    | 0                     | 14     |
| 32                | 77 | Callum Ilott (R)        | Juncos Hollinger Racing                                       | Chevrolet | 68     | Ongeluk      | 1        | 19   | 0                     | 10     |
| 33                | 21 | Rinus VeeKay            | Ed Carpenter Racing                                           | Chevrolet | 38     | Ongeluk      | 1        | 3    | 1                     | 21     |
| Officiële uitslag |    |                         |                                                               |           |        |              |          |      |                       |        |

1911 · 1912 · 1913 · 1914 · 1915 · 1916 · 1917 · 1918 · 1919 · 1920 · 1921 · 1922 · 1923 · 1924 · 1925 · 1926 · 1927 · 1928 · 1929 · 1930 · 1931 · 1932 · 1933 · 1934 · 1935 · 1936 · 1937 · 1938 · 1939 · 1940 · 1941 · 1942 · 1943 · 1944 · 1945 · 1946 · 1947 · 1948 · 1949 · 1950 · 1951 · 1952 · 1953 · 1954 · 1955 · 1956 · 1957 · 1958 · 1959 · 1960 · 1961 · 1962 · 1963 · 1964 · 1965 · 1966 · 1967 · 1968 · 1969 · 1970 · 1971 · 1972 · 1973 · 1974 · 1975 · 1976 · 1977 · 1978 · 1979 · 1980 · 1981 · 1982 · 1983 · 1984 · 1985 · 1986 · 1987 · 1988 · 1989 · 1990 · 1991 · 1992 · 1993 · 1994 · 1995 · 1996 · 1997 · 1998 · 1999 · 2000 · 2001 · 2002 · 2003 · 2004 · 2005 · 2006 · 2007 · 2008 · 2009 · 2010 · 2011 · 2012 · 2013 · 2014 · 2015 · 2016 · 2017 · 2018 · 2019 · 2020 · 2021 · 2022 · 2023 · 2024